# Stylops warnckei
Stylops warnckei  (лат.) — вид веерокрылых насекомых рода Stylops из семейства Stylopidae. Западная Европа, Испания (Madrid, Arganda).
Паразиты пчёл вида Andrena (Notandrena) pandosa Warncke  (Andrena, Andrenidae). Лапки самцов 4-члениковые, усики 6-члениковые с боковыми отростками. Голова поперечная. Обладают резким половым диморфизмом: самцы крылатые (2 пары узких крыльев: передние маленькие и узкие, задние широкие), самки бескрылые червеобразные эндопаразиты. 
Вид был впервые описан в 1974 году энтомологом Луна де Карвальо   (Luna de Carvalho E.).